# 市邊站
市邊站（日语：／ Ichinobe eki */?）是位於滋賀縣東近江市市邊町，近江鐵道八日市線的車站。車站編號為OR18。

## 歷史
- 1913年（大正2年）12月29日 - 湖南鐵道車站啟用[1]。
- 1927年（昭和2年）5月15日 - 與琵琶湖鐵道汽船合併，成為該公司的車站[2]。
- 1929年（昭和4年）4月1日 - 路線轉讓至八日市鐵道，成為該公司的車站[3]。
- 1944年（昭和19年）3月1日 - 與近江鐵道合併，成為近江鐵道八日市線的車站。

## 構造

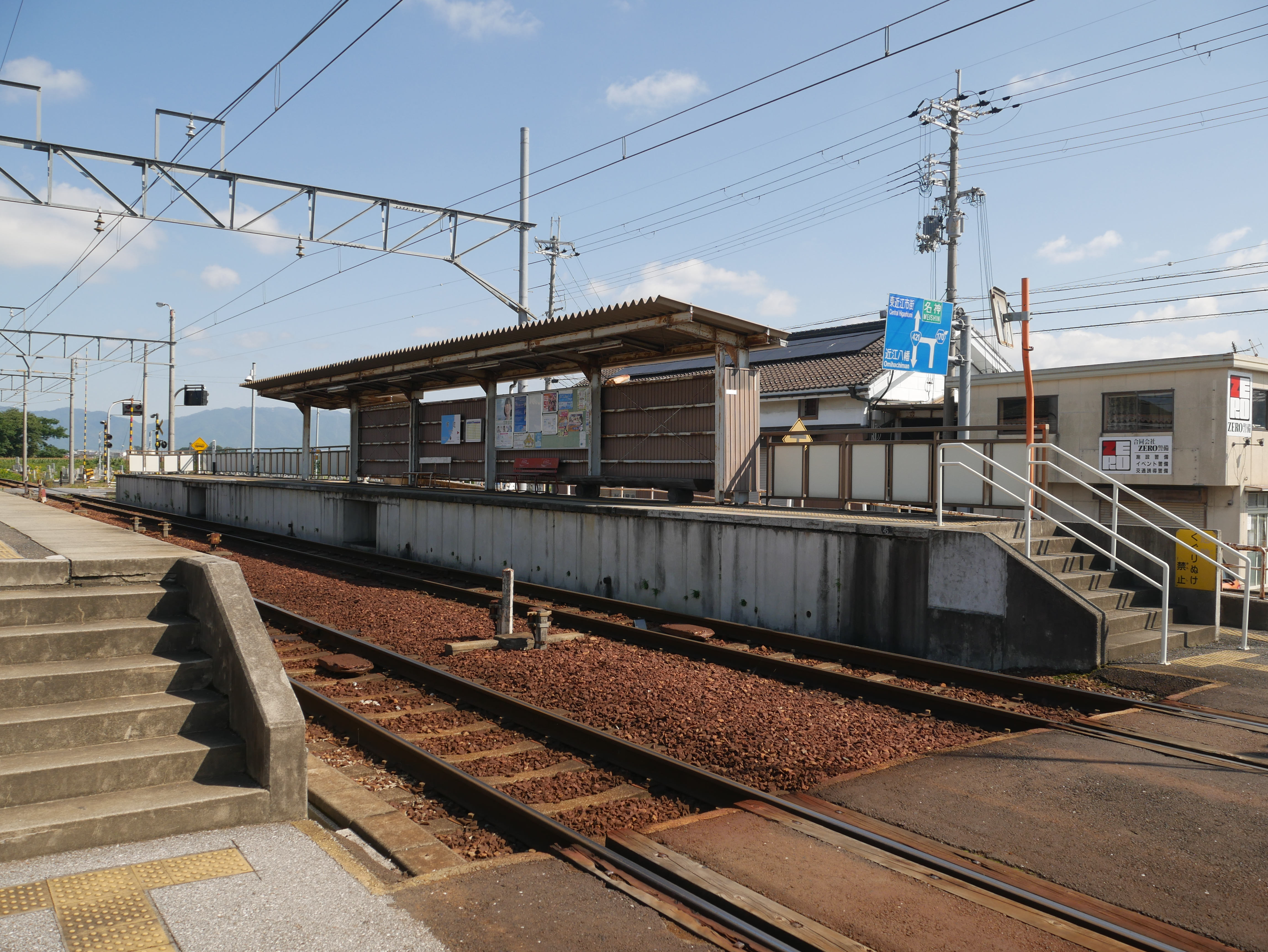
月台(2020年10月)

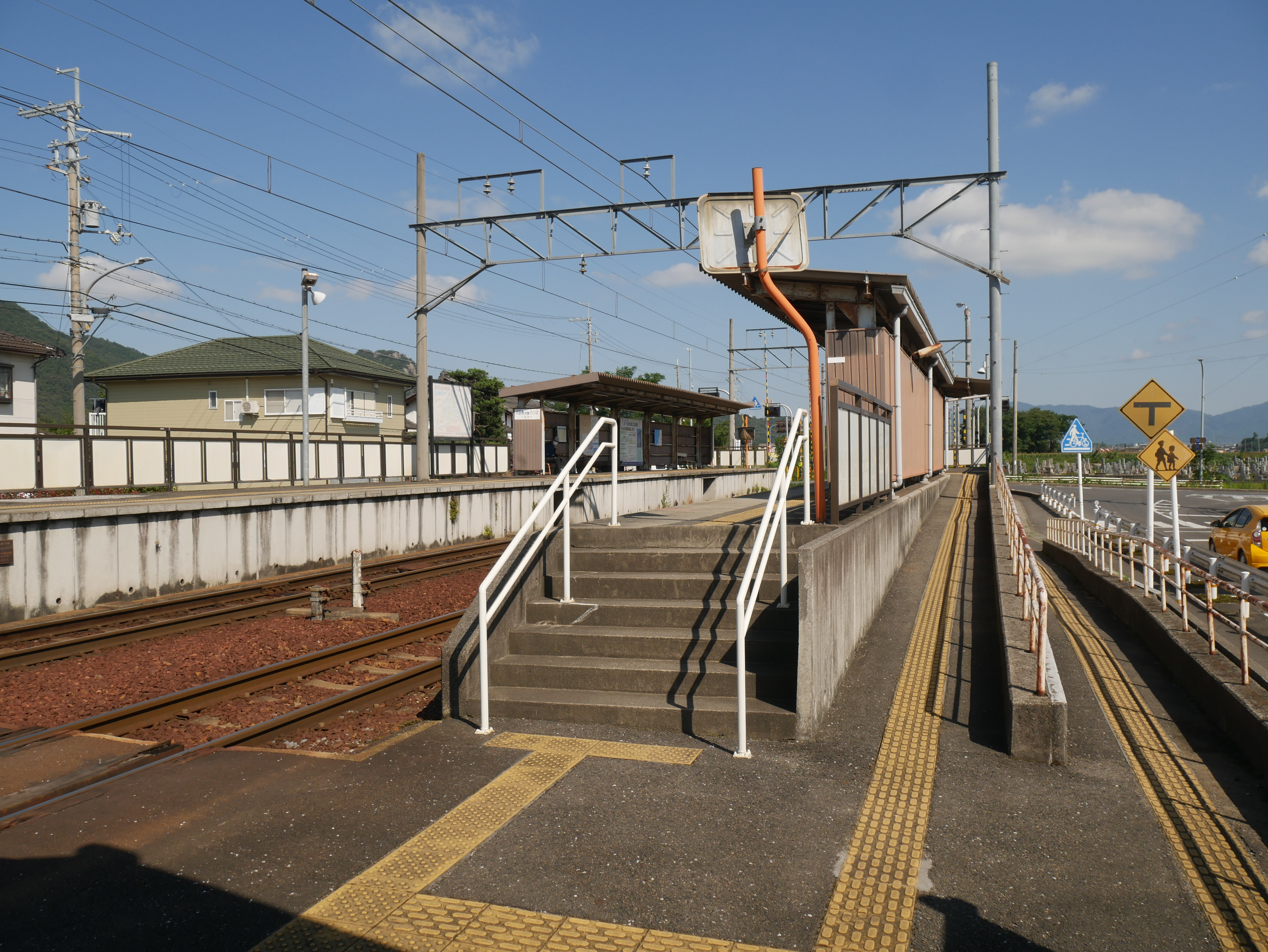
月台入口階梯(2020年10月)

車站是一座地面車站，設有2面2線的相對式月台。在旅客資訊上沒有月台編號。車站大樓對面月台一般下為上行方向月台（八日市方向），但是由於該月台可從兩方向進站與離站，因此於八日市線內發生事故時，不載客列車會於該月台折返。
此站是無人車站。曾經此站設有木製車站大樓和有人車站（1面1線的地面車站）。在1996年變為2面2線月台，當時同時建設了小型候車室和檢票口。

## 使用狀況
根據「東近江市統計書」，以下為近年一日平均乘車人次。
| 年度   | 一日平均 乘車人次 |
| ------ | ----------------- |
| 2002年 | 265               |
| 2003年 | 258               |
| 2004年 | 255               |
| 2005年 | 225               |
| 2006年 | 228               |
| 2007年 | 217               |
| 2008年 | 208               |
| 2009年 | 191               |
| 2010年 | 192               |
| 2011年 | 193               |
| 2012年 | 201               |
| 2013年 | 189               |
| 2014年 | 187               |
| 2015年 | 213               |
| 2016年 | 208               |

## 周邊
- 東近江市立船岡中學
- 國道421號（日语：国道421号）
- 萬葉之森船岡山
- 一點點巴士（日语：ちょこっとバス）「野口」巴士站

## 相鄰車站
近江鐵道
■八日市線（萬葉茜線）
■快速（平日早上只有1班）
通過
■普通
平田（OR19）－市邊（OR18）－太郎坊宮前（OR17）

## 注腳
1. ↑  「軽便鉄道運輸開始」《官報》1914年1月10日（國立國會圖書館數碼化收藏）
2. ↑  《鉄道統計資料. 昭和2年》（國立國會圖書館數碼化收藏）
3. ↑  《鉄道統計資料. 昭和4年》（國立國會圖書館數碼化收藏）

## 外部連結
- 市邊站 （页面存档备份，存于）（日語）（各站資訊）- 近江鐵道